# Jaritzberg
Jaritzberg ist eine Ortschaft und Katastralgemeinde der Gemeinde Sankt Bartholomä im Bezirk Graz-Umgebung, Steiermark. Sie wurde zwischen 1823 und 1824 bei Vermessungen des Gebietes geschaffen und gehört seit 1848 zur Gemeinde Sankt Bartholomä. Sie hat 591 Einwohner (Stand 1. Jänner 2024).

## Geografie und Ortsgliederung
Die Ortschaft Jaritzberg besteht laut Statistik Austria neben der gleichnamigen Streusiedlung auch aus den Einzelhäusern Glanzmühle, Stuhlbacher und Teufenbacher sowie aus dem Haflingerhof.
Die Talmulde an der Lieboch im nördlichen Teil der Katastralgemeinde an der Gemeindegrenze zu Stiwoll wird als Jarz, Jertz oder Jaritz bezeichnet. Erste urkundliche Erwähnung der Bezeichnung „Jarz“ stammt aus dem Jahr 1292. Früher befanden sich dort zwei der Herrschaft Althofen und der Herrschaft Plankenwarth unterstellte Mühlen. Der Bergrücken entlang der Grenze zu Sankt Oswald bei Plankenwarth bis zum früheren Eckwirt wird als Eck oder Oswaldeck bezeichnet, wobei diese Bezeichnung bereits im Jahr 1311 erstmals auftaucht. Vom Haflingerhof aus erstreckt sich ein erstmals 1487 Brunnleiten genannter Bergrücken der in Richtung Jaritz hin stark abfällt. Auf einem kleinen Erhebung dieses Rückens befindet sich die Gegend Bichl.
Der Brunnleiten gegenüber eine Giesgraben genannte Berglehne in deren oberen Teil sich die Grundstücke Edelacker, Ödenacker und Ödenwald befinden. Der Name Giesgraben leitet sich vom mittelhochdeutschen kiesen ab, was so viel wie sehen, merken, aufpassen bedeutet. Die Namen der Grundstücke könnte sich vom mittelhochdeutschen Edor/Etter, Eder herleiten lassen, was so viel wie eingefriedeter Raum, Zaun oder Umzäunung bedeutet. Diese Namen lassen auf einen früheren befestigten Beobachtungsplatz oder eine kleine Wehranlage schließen.
Vom Gasthaus Guggi bis zum Kolmanbauer erstreckt sich der aufgrund seiner an den Hinterfuß eines Wolfes erinnerten Form Wolfhammer oder Wolfhaimer genannte Bergrücken. Der kleine Graben beim Grabenurlbauer wurde früher Wiedenbach genannt. Dem gegenüber, in Richtung St. Oswald befindet sich die Ortsgegend Rodeten deren Namen sich vom keltischen Reda oder dem indogermanischen Reidho für Wagen, Fahrweg ableiteten lässt. Früher verlief die Straße zwischen St. Oswald und St. Bartholomä durch diese Gegend, worauf heute noch ein Fußsteig hinweist. Im südlichen Teil von Jaritzberg befindet sich das Prankereck, welches auch Teuffenbach genannt wird. Im Tal, in der Nähe des Bauerngax genannten Bauernhofes befindet sich die Ortsgegend Lieboch.

## Geschichte
Aufgrund von militärischem Interesse erfolgte im Jahr 1770 eine bei der so genannten Herzenkraftmühle beginnende Häusernummerierung im Zuge derer die Ortsgemeinde Jaritzberg gegründet wurde. Unter Kaiser Joseph II. wurde das Gebiet neu vermessen und in den Josephinischen Kataster übernommen. Zwischen 1823 und 1824 erfolgten erneute Vermessungen, wobei die heutigen Grenzen der Katastralgemeinde festgelegt wurden. Nach der Auflösung der Grundherrschaften im Jahr 1848 wurde Jaritzberg zusammen mit Lichtenegg und St. Bartholomä zur politischen Gemeinde Sankt Bartholomä zusammengelegt. Bei Straßenbauarbeiten im 19. Jahrhundert wurden in der Nähe des Kolmanbauers die Überreste von Bauernhöfen aus der Kelten- oder Römerzeit gefunden.